# 巴伯维尔 (肯塔基州)
巴伯维尔（英語：Barbourville），是美国肯塔基州的一座城市。建立于1800年，面积约为7平方公里（2.7平方英里）。根据2010年美国人口普查，该市的人口为3,165人。